# Пауль Вредеман де Вріс
Пауль Вредеман де Вріс (нід. Paul Vredeman de Vries 1567, Антверпен — 1617, Амстердам) — південнонідерландський художник доби пізнього маньєризму і раннього бароко, інженер, архітектор, гравер і дизайнер.

## Життєпис
Батько Пауля був художником, дизайнером, військовим інженером і мав навички декількох ремесел. Доля батька не була ні спокійною, ні надто успішною. Він жив і працював у бурхливу добу реформації і контрреформації, що примусово зробило його мандрівним майстром. В родині був також старший син, Саломон Вредеман де Вріс, що теж став художником.
Пауль починав опановувати художні техніки під керівництвом батька. Серед опанованого було захоплення італійською перспективою, котрою тривалий час займався і його батько. Це відбилося у створенні картин з фантазійною архітектурою, створених з урахуванням настанов математики і італійської перспективи.
Вимушені мандри батька відбилися і на мандрах сина, що супроводжував батька у 1570 році у місто Ахен, а 1573 року у місто Льєж. 1575 року Пауль повернувся у місто Антверпен. Блокада Антверпена з моря і карні акції з боку іспанської армії примусили Пауля Вредемана покинути Антверпен і він перебрався у Франкфурт 1586 року.
Відомо, що 1591 року він супроводжував власного батька і художника Хендріка ван Стенвейка у місто Гамбург. Лише 1600 року життя Пауля Вредемана де Вріса нарешті уповільнюється, коли він оселився у місті Амстердам. 1601 року він узяв шлюб із пані Мейкен Годеле Буржуа. Налагоджений побут сприяє творчості майстра, котрий спеціалізувався на створенні картин з фантазійною архітектурою, садами доби відродження та церковними інтер'єрами. Помер у Амстердамі 1617 року.

## Пауль Вредеман як дизайнер
Дещо меншою була його активність у створенні гравюр. Відомо, що Пауль виконав ілюстрації до трактата батька «Архітектура» (тридцять один аркуш). Книга «Архітектура» з його ілюстраціями була надрукована 1606 року.
Він автор дизайнерських рішень для створення декору декотрих кімнат та меблів для них. Вони увійшли у видання під назвою «Різноманітні вироби з деревини та меблі». Видання користувалось попитом у декораторів і меблярів і за його проектами були створені дерев'яні ліжка, шафи, кабінети впродовж 17 століття.

## Галерея обраних творів

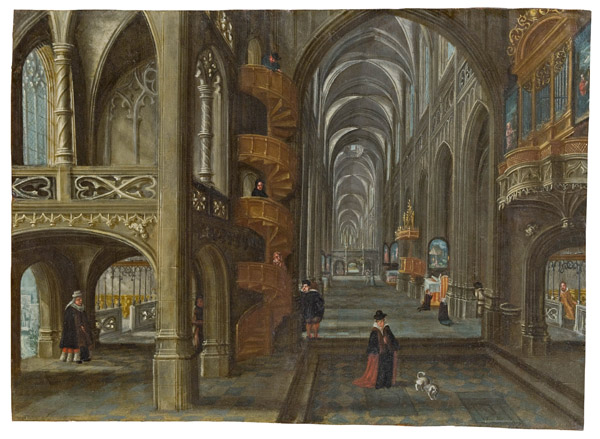
Головна нава готичного храму.
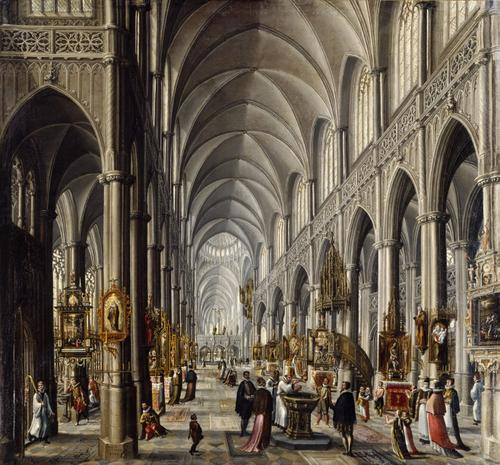
Інтер'єр готичного храму.
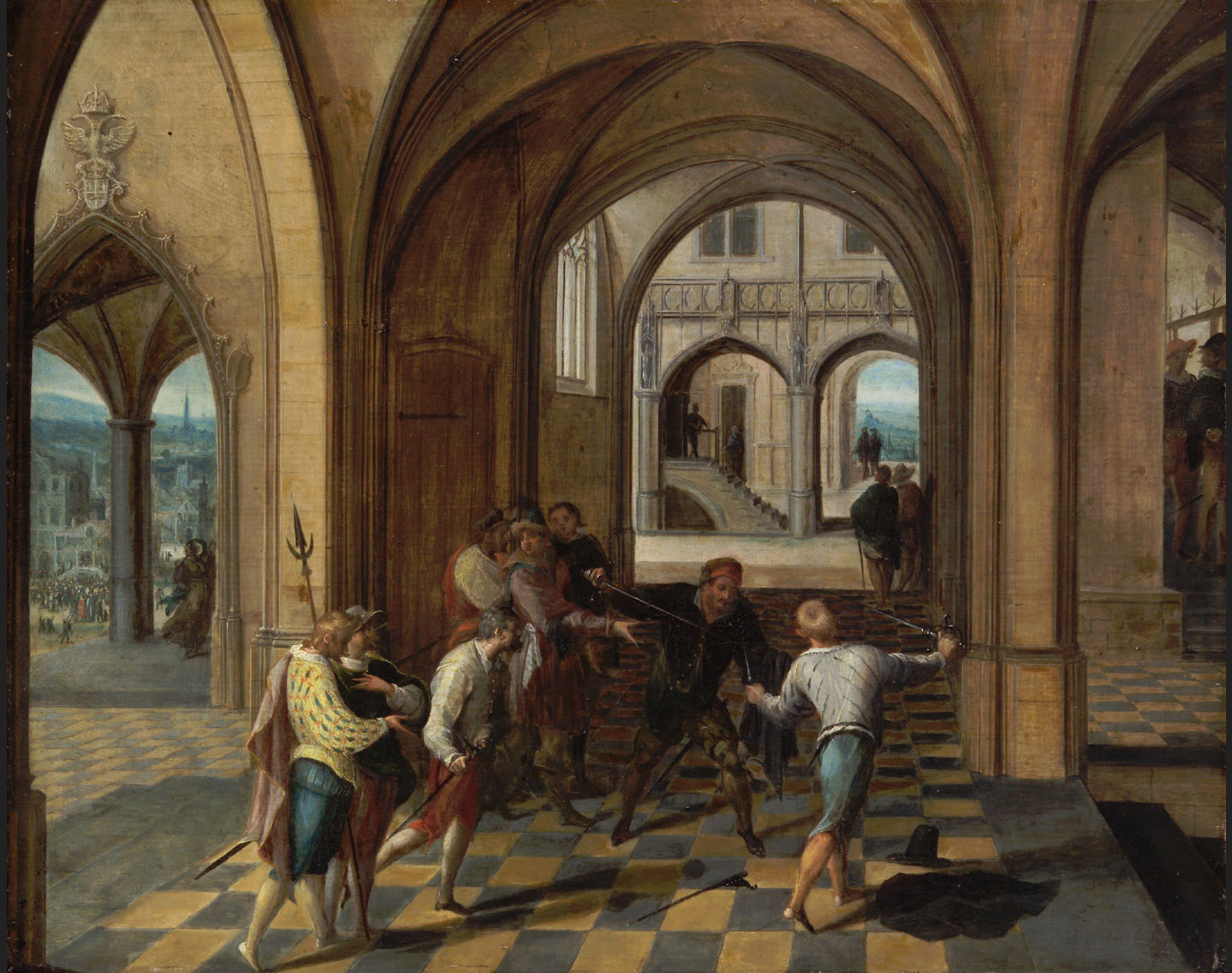
Дуель двох вояків.
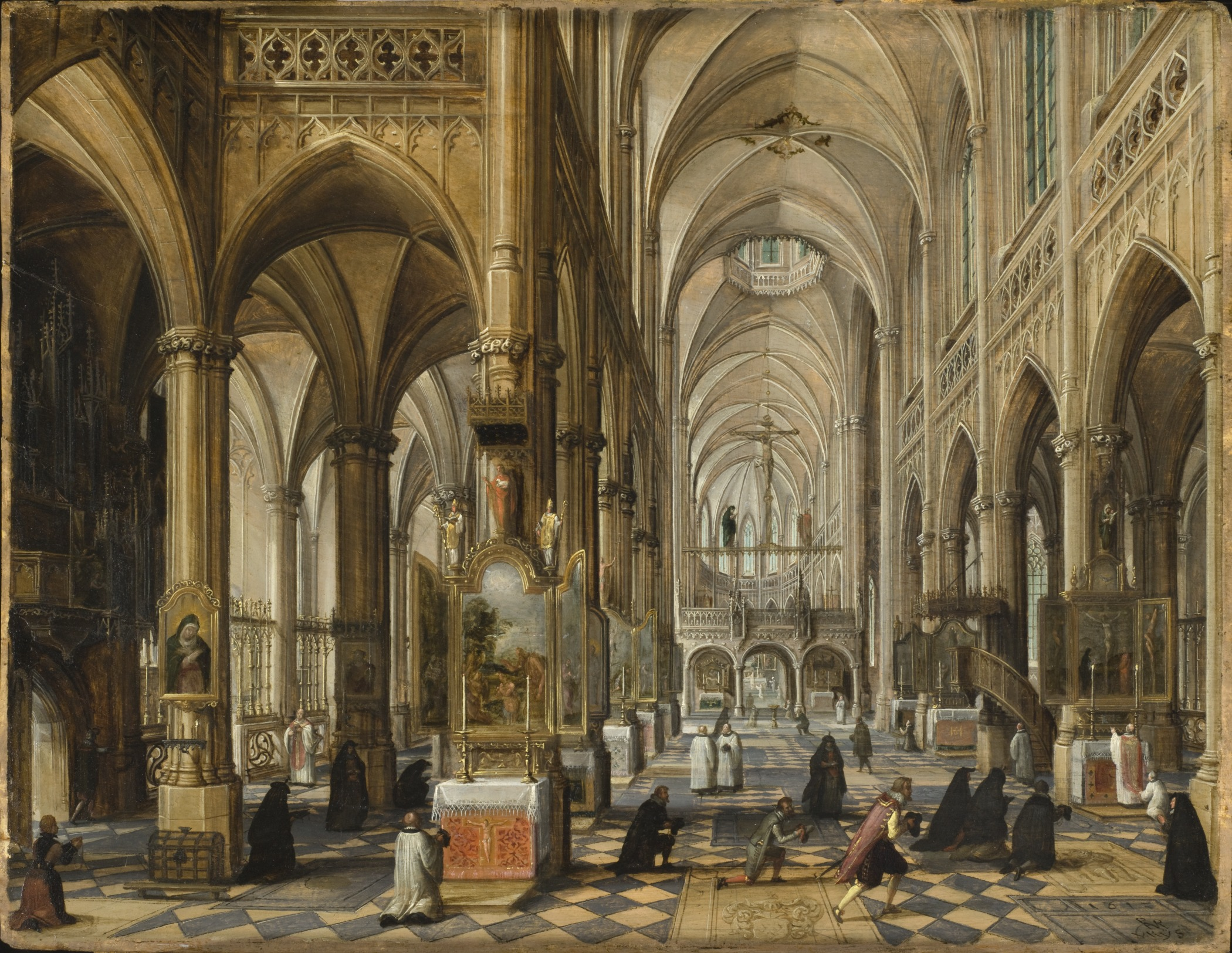
Інтер'єр готичної церкви,  1612 р. Музей мистецтв округу Лос-Анжелес.
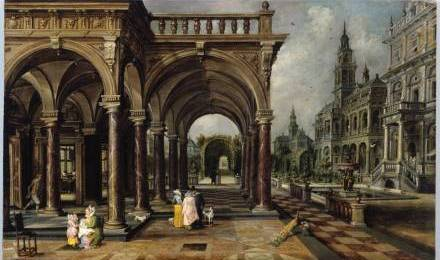
Вигадані сади і споруди (разом із Яном Брейгелем старшим )
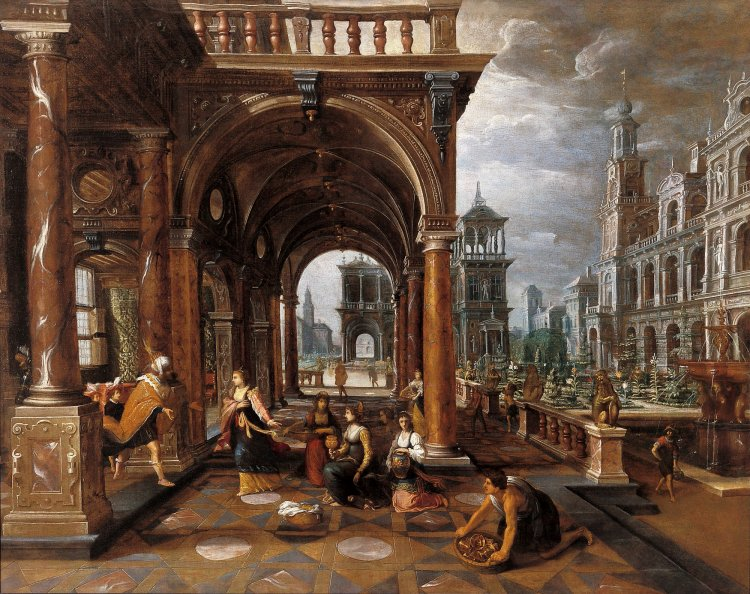
Цар Соломон і  цариця Савська, разом із художником Адріаном ван Нюландтом
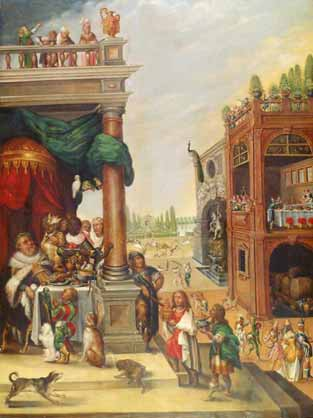
Бенкет. Картина створена разом із батьком